# Инвернес (Илиноис)
Инвернес (енгл. Inverness) град је у америчкој савезној држави Илиноис.

## Демографија
По попису из 2010. године број становника је 7.399, што је 650 (9,6%) становника више него 2000. године.
| Група             | 2000.         | 2010.         |
| Белци             | 6.110 (90,5%) | 6.249 (84,5%) |
| Афроамериканци    | 45 (0,7%)     | 36 (0,5%)     |
| Азијати           | 421 (6,2%)    | 828 (11,2%)   |
| Хиспаноамериканци | 128 (1,9%)    | 178 (2,4%)    |
| Укупно            | 6.749         | 7.399         |